# Castillo de Tuéjar
El castillo de Tuéjar es una fortificación situada en un cerro que domina la población desde su lado norte. Es bien de interés cultural con anotación ministerial R-I-51-0011542 de 25 de octubre de 2006.

## Localización y descripción
El castillo se ubica a 666 metros sobre el nivel del mar, en un pequeño cerro de forma trapezoidal de unos 20 por 30 metros, que culmina en un espolón rocoso inclinado que desciende hacia el este. Los lados sur y oeste tienen las paredes más verticales, mientras que al norte y este se componen de antiguos bancales. Es ahí donde se encuentran los restos más numerosos y mejor conservados.
Al pie del cerro se encuentran restos de estructuras que pudieron ser sucesivas líneas amuralladas. La realización de obras ha llevado a la localización de gruesos muros que podrían formar parte de una línea defensiva exterior. También se han encontrado silos en la ladera del cerro.

## Historia
Por un documento otorgado en Teruel el 22 de abril de 1236 se sabe que ya entonces existía el castillo. A principios del siglo XX el castillo consta como destruido.